# Emeric Pressburger
Emeric Pressburger, la naștere - Imre József Pressburger (n. 5 decembrie 1902, Miskolc, Austro-Ungaria – d. 5 februarie 1988, Saxtead⁠(d), Suffolk Coastal, Anglia, Regatul Unit) a fost un cineast britanic, evreu originar din Ungaria, scenarist, regizor și producător de filme. S-a făcut cunoscut mai ales prin filmele create în colaborare cu Michael Powell, în cadrul companiei lor comune, The Archers, precum și prin filmele 49th Parallel - Paralela 49 (1941), The Life and Death of Colonel Blimp - Colonelul Blimp (1943), A Matter of Life and Death (în S.U.A - Stairway to Heaven - Drumul spre stele, 1946), Black Narcissus - Narcis negru (1947) , The Red Shoes - Pantofiorii roșii (1948) și The Tales of Hoffmann - Povestirile lui Hoffmann (1951).

## Biografie

### Copilărie și tinerețe
Imre József Pressburger s-a născut în anul 1902 la Miskolc, în Ungaria, pe atunci în cadrul Imperiului Austro-Ungar, ca unicul fiu al lui Kálmán Pressburger, manager de proprietăți imobiliare, evreu de origine, și al lui Katherina născută Wichs. A învățat la un internat  și apoi în prima promoție a liceului evreiesc din Timișoara, unde s-a distins, fiind dotat cu deosebire la matematică, literatură și muzică. După terminarea liceului, a studiat matematica și ingineria la Universitatea din Praga și din 1923 la Politehnica din Stuttgart, până ce decesul tatălui său în 1926 l-a silit să întrerupă studiile.

### Cariera profesională

#### Berlin și  Paris
Întors la Timișoara, în România, din cauza cunoștințelor precare de limba română a obținut amânarea serviciului militar și a plecat la Berlin, unde și-a început cariera ca ziarist. apoi în Germania  În 1929 cu sprijinul scenaristului și producătorului Fritz Podehl de la studiourile UFA 
Pressburger a fost angajat acolo ca scenarist.A participat  la realizarea mai multor filme germane și austriece.
În 1930 împreună cu Irma von Cube a scris scenariul la filmul lui Robert Siodmak, Abschied(Despărțire). Ulterior a scris scenarii pentru și împreună cu Reinhold Schünzel, Erich Kästner, Billie Wilder și von Cube. 
În 1931 filmul Emil și detectivii, la care a scris scenariul după cartea lui Kästner (regia de G.Lamprecht) , s-a bucurat de mare succes.
După ce Hitler a urcat la putere în Germania, fiind concediat, ca evreu, de la studiourile de cinematografie, Pressburger a plecat în Ungaria pentru a obține un pașaport cu viză pentru Franța, s-a intors pentru scurt timp la Berlin, și apoi a emigrat la Paris, unde a găsit de lucru ca scenarist, iar apoi, în 1935 s-a stabilit la Londra.  
Mai târziu a remarcat: „Cel mai mare rău ce mi s-a întâmplat a fost consecința politică a evenimentelor aflate în afara controlului meu, iar cel mai mare bine a fost exact același”.
Primele scenarii la Paris (Incognito, 1933; Une femme au volant, 1933) le-a scris pentru actorul refugiat Kurt Gerron (1897-1944), iar La Vie parisienne pentru regizorul Siodmak care s-a refugiat și el în Franța.
A mai scris și scenariul The Challenge pentru regizorii Milton Rosmer și Luis Trenker. Planurile de a se muta la Hollywood s-au spulberat și a decis să plece în Anglia.

### În Marea Britanie
În anul 1935 Pressburger a fost admis în Regatul Unit pe baza unui pașaport Nansen (apatrid). În 1938 a trecut în buletin traducerea numelui Imre - Emeric. Ca nou imigrant Pressburger a reușit să- și însușească limba engleză până la nivelul subtilităților. La Londra a făcut cunoștință cu mica comunitate de cineaști emigranți originari din Ungaria, majoritatea evrei refugiați din fața pericolului nazist. Între aceștia s-a numărat Alexander Korda, proprietar al studiourilor London Films, care l-a angajat ca scenarist. În vreme ce lucra la scenariul pentru filmul lui Korda, The Spy in Black (1939) a făcut cunoștință cu scenaristul și regizorul Michael Powell. Colaborarea  vreme de 15 ani dintre Pressburger și Powell va fi răspunzătoare de câteva din cele mai bune producții cinematografice britanice din următorul deceniu,  din anul 1943 în cadrul companiei lor comune, The Archers Films care a produs 15 filme. Cei doi cineaști și-au definit adesea creditul prin formularea următoare: Story, screenplay, produced and directed by M.Powell and E.Pressburger.ceea ce  implica faptul că
Pressburger a fost cu mult mai mult decât „scenaristul lui Michael Powell”, cum l-au caracterizat unii. El  a fost responsabil pentru o mare parte din munca de producător, pentru o parte bună din montaj, și a fost implicat în mare măsură în alcătuirea bandei sonore.
După criticul american Drew Hunt (Chicago Reader) „filmele lui Pressburger si Powell se situează pe tarâmul de mijloc dintre realism și fantazia expresionistă, luând, de obicei, forma de melodramă, dar adaptând o largă varietate de genuri ca de exemplul cel epic istoric și muzical”. Producțiile lui Powell și Pressburger constituiau un „eveniment în tradiția cinematografului-spectacol care punea în valoare la maximum posibilitățile turnării în studiouri”.

### Anii 1950
La mijlocul anilor 1950 căile lui Pressburger și Powell s-au despărțit. Ei au rămas prieteni, dar au simțit că munca lor comună a dat deja roadele cele mai bune și că a sosit momentul ca fiecare în parte să exploreze ceva nou. 
Pressburger a semnat două din ultimele sale filme cu pseudonimul Richard Imrie. 
Pressburger a publicat și două romane. Cel dintâi - Killing a Mouse on a Sunday, a cărui acțiune se petrece în vremea Războiului Civil din Spania s-a bucurat de critici favorabile și a fost tradus într-o duzină de limbi. Celălalt roman, The Glass Pearls (1966), republicat în anul 2015 de editura Faber and Faber a fost criticat de The Times Literary Supplement. În schimb, Lucy Scholes  a scris în 2019 in „The Paris Review” că e „o operă remarcabilă cu adevărat; merită recunoașterea atât pentru virtuozitatea ei, cât și pentru valoarea suplimentară pe care o aduce în genul literaturii de Holocaust”.

### Viața particulară
La 24 iunie 1938 Pressburger s-a căsătorit cu actrița Ági Donáth, fiica comerciantului evreu Ándor Donáth, însă  perechea a divorțat în 1941, fără copii. El s-a însurat din nou la 29 martie 1947 cu scenarista Wendy Orme (din căsătoria precedentă Wendy Green, născută Gwynneth May Owen) (1911-1986), cu care a avut doi copii:o fiică, Angela (născută în 1942) și un copil care a murit în pruncie în 1948. Și această căsătorie s-a terminat prin divorț, pronunțat în Nevada în 1953 și apoi în 1971 în Marea Britanie. Pressburger s-a simțit greu lovit de acest divorț.
De la fiica sa Angela, i s-au născut lui Pressburger doi nepoți, amândoi cineaști:Andrew Macdonald, producător de filme precum Trainspotting (1996) , și Kevin Macdonald, laureat al premiului Oscar . Kevin Mcdonald a scris și o biografie a bunicului său și un film documentar despre viața acestuia -   The Making of an Englishman (1995)
Pressburger a primit cetățenia britanică în anul 1946.
Pressburger era mic de statură și purta ochelari, iar ca fire a fost descris ca o persoană modestă și discretă, iar mai târziu în viață, înclinată spre hipersensibilitate și crize depresive. Avea simțul umorului, îi plăcea muzica și bucătăria franceză, în plus, era un suporter al echipei Arsenal F.C. 
Din anul 1970 a locuit la  Aspall , Suffolk.
Pressburger a murit în anul 1988, în apropiere, la Saxtead, într-un cămin-sanatoriu de bătrâni, în urma unei bronhopneumonii.
A fost înmormântat la cimitirul de lângă biserica Our Lady of Grace din Aspall. Se spune ca mormântul său era singurul mormânt dintr-un cimitir anglican, pe care era gravată Steaua lui David.

## Premii și onoruri
- 1943 - Premiul Oscar pentru scenariu - pentru filmul „Paralela 49” (cu Rodney Ackland)
- 1946 - Prima Royal Command Film Performance - filmul lui Pressburger și Powell  „A Matter of Life and Death” in *1948 - Premiul Bodil (Danemarca) pentru cel mai bun film european - pentru „A Matter of Life and Death”
- 1949 - candidatură la Leul de aur la Festivalul de cinema de la Veneția, pentru Premiul Oscar pentru cel mai bun film, pentru scenariu și pentru montaj - „The Red Shoes” (cu M.Powell)
- 1950 - candidatură pentru premiul BAFTA - „The Small Back Room” (cu M.Powell)
- 1951 - candidatură pentru Marele Premiu la festivalul de la Cannes - pentru „Povestirile lui Hoffmann” (cu M.Powell)
- 1951 - Ursul de argint pentru cel mai bun musical la Festivalul de cinema de la Berlin - pentru „Povestirile lui Hoffmann”(cu M.Powell)
- 1956 - candidatură pentru Royal Command Film Performance, pentru premiul BAFTA pentru cel mai bun film britanic, pentru cel mai bun scenariu, pentru cel mai bun film după a anumită sursă (Cu M.Powell)
- 1959 - candidatură pentru Palmierul de aur la Festivalul de la Cannes - pentru „Luna de miere” -(cu M.Powell)
- 1981 - Membru al Academiei de film și televiziune BAFTA (împreună cu Michael Powell)
- 1983 - Membru al Institutului Britanic de Film BFI (împreună cu Michael Powell)

## In memoriam

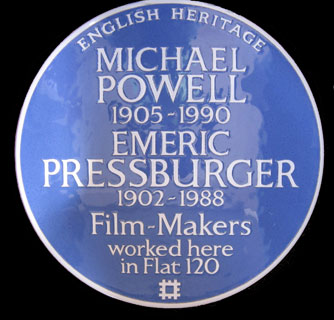
Placa memorială pe clădirea unde so-a avut sediul compania The Archers a lui Emeric Pressburger și Michael Powell

- 1995 -  Kevin Macdonald, nepotul său, produce filmul documentar  The Making of an Englishman  (1995)  despre viața lui Pressburger
- 21 septembrie 2007 - Inaugurarea unei plăci memoriale pe casa părintească a lui Pressburger la Miskolc, pe Szentpéteri kapu 3
- 17 februarie 2014 - Martin Scorsese și Thelma Schoonmaker au dezvelit la Dorset House, Gloucester Place, la Londra, la fostul sediu al The Archers intre 1942-1947 - o plăcă albastră (blue plaque) a Patrimoniului Englez (English Heritage),

## Filmografie

### PerioadaUFA- Berlin
- 1930: Die Große Sehnsucht, Abschied
- 1931: Ronny, Das Ekel, Dann schon lieber Lebertran (primul film al lui Max Ophüls), Emil und die Detektive, Der kleine Seitensprung
- 1932: Une jeune fille et un million, ...und es leuchtet die Puszta, Sehnsucht 202, Petit écart, Lumpenkavaliere, Held wider Willen, Eine von uns, French-language La belle aventure, Wer zahlt heute noch?, Das schöne Abenteuer,

A vén gazember - după o povestire de Kálmán Mikszáth - regizat de Max Ophüls, turnat în Ungaria 

### Paris
- 1933: Une femme au volant, Incognito
- 1934: Mon coeur t'appelle, Mein Herz ruft nach dir, Milyon avcilari (Un milion de vânători - scenariul în comun cu Karl Farkas, Nazim Hikmet și Irma von Cube, în regia lui Muhsin Ertugrul)
- 1935: Monsieur Sans-Gêne, Abdul the Damned
- 1936: Sous les yeux d'occident

### Perioada britanică
- 1936: Port Arthur (în franceză), La Vie parisienne, One Rainy Afternoon
- 1937: The Great Barrier
- 1938: The Challenge
- 1939: The Silent Battle
- 1940: Spy for a Day
- 1941: Atlantic Ferry (sau Sons of the Sea)
- 1942: Rings on Her Fingers, Breach of Promise
- 1943: Squadron Leader X
- 1946: Wanted for Murder
- 1953: Twice Upon a Time – singurul film regizat de Pressburger singur
- 1957: Men Against Britannia
- 1957: Miracle in Soho
- 1965: Operațiunea Crossbow (Operation Crossbow), regia Michael Anderson

### Perioada britanică - în colaborare cuMichael Powell
- 1939: The Spy in Black  - Spionul în negru
- 1940: Contraband -Contrabandă
- 1941: 49th Parallel
- 1942: One of Our Aircraft Is Missing - a consacrat perioada colaborării mai strânse dintre Pressburger și Powell  [15]
- 1943: The Life and Death of Colonel Blimp  - Colonelul Blimp
- 1944: The Volunteer  - Voluntarul
- 1944: A Canterbury Tale - O povestire din Canterbury
- 1945: I Know Where I'm Going!  Îmi cunosc drumul
- 1946: Drumul spre stele (A Matter of Life and Death) - considerat una din culmile onirismului fantastic [16]
- 1947: Black Narcissus  - Narcis negru
- 1948: The Red Shoes  - Pantofiorii roșii - după o poveste de Hans Christian Andersen
- 1949: The Small Back Room
- 1950: The Elusive Pimpernel  - Macul roșu
- 1950: Gone to Earth - Suflet sălbatic
- 1951 Povestirile lui Hoffmann (The Tales of Hoffmann), regia Michael Powell și Emeric Pressburger
- 1955: Oh... Rosalinda!!
- 1956: Bătălia de la Rio de la Plata (The Battle of the River Plate) - coregizor cu Michael Powell
- 1957: Ill Met by Moonlight
- 1966: They're a Weird Mob - Niște oameni ciudați – după romanul „They're a Weird Mob” de John O'Grady
- 1972: The Boy Who Turned Yellow - Băiatul care s-a facut galben

## Scrieri
- Povestiri
- Romane:
  - 1961 - Killing a Mouse on Sunday - adaptat în 1964 pentru cinema sub titlul Behold a Pale Horse

în regia lui Fred  Zinemann
- - 1966 - The Glass Pearls